# Mimosa fernandez-casasii
Mimosa fernandez-casasii là một loài thực vật có hoa trong họ Đậu. Loài này được Barneby & Fortunato miêu tả khoa học đầu tiên năm 1991.